# ميك هارفي
ميك هارفي (بالإنجليزية: Mick Harvey)‏  (و. 1958  م) هو عازف قيثارة، ومغني، وملحن، ومنتج أسطوانات أسترالي، يستخدم آلات غيتار البيس، وقيثارة.

## التعليم
تعلم في Caulfield Grammar School ‏.

## وصلات خارجية
- ميك هارفي على موقع IMDb (الإنجليزية)
- ميك هارفي على موقع ألو سيني (الفرنسية)
- ميك هارفي على موقع ميوزك برينز (الإنجليزية)
- ميك هارفي على موقع أول موفي (الإنجليزية)
- ميك هارفي على موقع أول ميوزيك (الإنجليزية)
- ميك هارفي على موقع ديسكوغز (الإنجليزية)
- ميك هارفي على موقع قاعدة بيانات الفيلم (الإنجليزية)
- ميك هارفي على موقع كينوبويسك (الروسية)